# سالومون
ملادن سالومون (متولد ۲۷ دسامبر ۱۹۷۵)، معروف به سالومون، یک دی‌جی بوسنیایی-آلمانی است. او چهار بار برنده جوایز دی‌جی برای بهترین تولیدکننده سبک تکنو و بهترین DJ Melodic House است.

## حرفه موسیقی
پس از تولد سالومون در تراونیک، یوگسلاوی (امروز بوسنی و هرزگوین)، وی به همراه خانواده به هامبورگ رفت. وی در ساخت‌وساز برای پدرش کار می‌کرد. سرانجام دریافت از فیلم‌سازی لذت می‌برد. او با چند نفر از دوستانش یک شرکت تولیدی فیلم کوچک تأسیس کرد. حدود پنج سال در زمینه فیلم کار کرد تا اینکه متوجه شد موسیقی علاقه او است. پسر عمویش که به کلوپ‌های شبانه رفت‌وآمد داشت، برای او نوار می‌آورد. این نوارها به سالومون نشان دادند که موسیقی چیزی بیش از رادیو تجاری است. از آن به بعد، او شروع به خرید رکوردهای وینیل کرد و در ۱۶ سالگی برای دیگر نوجوانان در خانه جوانان موسیقی نواخت. وی از ۲۳ سالگی شروع به تولید و خلق موسیقی کرد. هنرمندان منطقه ای مشابه او: UMEK (SLO) Mike Vale (SLO) , Ilija Djokovic (SRB) , Rub A Dub (BiH) , Flojd Covic (BiH) , Zlatinchi (BiH) Sinisa Tamamovic (BiH) , Mladen Tomic (BiH), Forniva (BiH)، اندرو ملر (SRB).
حدود یک سال قبل از اینکه خودش تولید را شروع کند، از یک دوست خوب که لیبل هیپ هاپ داشت یادگرفت.
در سال ۲۰۰۵، Solomun به شروع به تولید موسیقی، تأسیس کمپانی ضبط Diynamic در اواخر سال ۲۰۰۵ با شریک زندگی خود آدریانو Trolio, که رزرو Diynamic مدیریت. شعار Diynamic «خودت انجام بده» است. " در نهایت، Solomun به ملاقات HOSH در سال ۲۰۰۶ رفت و بیش از تکنو tapaa و این زمانی است که Diynamic لگد به نیروی کامل زد. اولین اثر Solomun در زمینه Diynamic , EP Solomun در سال ۲۰۰۶ منتشر شد. از آن زمان، او بسیاری از EP و آلبوم‌های دیگر و همچنین آلبوم Dance Baby 2009 را منتشر کرده‌است. در دسامبر ۲۰۱۰ او لیبل دوم را با نام آزمایشی 2DIY4 راه اندازی کرد.
در سال ۲۰۱۱، Solomun به ریمیکس آهنگ نوآر و مه پرداخت. " این آهنگ توسط Resident Advisor لقب ریمیکس سال را گرفت. او در سال ۲۰۱۲ به عنوان "دی جی سال Mixmag" انتخاب شد، که در آن زمان محبوبیت او به اوج جدیدی رسید. وی همچنین توسط جوایز DJ در ایبیزا، و بهترین جوایز بین‌المللی توسط جوایز Cool در همان سال به عنوان تولید کننده سال اهدا شد.
Solomun با ریاست بر بوت کمپ اقامت Burn Studios فصل Ibiza 2013 را آغاز کرد.
وی تا پایان ژوئن ۲۰۱۴ مالک کلاب Ego مستقر در هامبورگ بود که توسط خواهرش و آدریانو ترولیو اداره می‌شد.
ریشه‌های موسیقی Solomun در هیپ هاپ، سول، فانک و R&B است. صدای او به عنوان «موسیقی خانه، اما با بیس لاین‌های عمیق، فوق‌العاده، ملودی‌های شادی و آوازهای دارای احساسات» توصیف شده‌است.
در سال ۲۰۱۵، او دو اقامتگاه در ایبیزا، در کلوپ‌های شبانه Pacha و Destino داشت.
Solomun سال ۲۰۱۶ را با دو رویداد در جشنواره BPM آغاز کرد از جمله Diynamic in the Jungle و Solomun +1 با Mano Le Tough. و به دنبال آن، این هنرمند بوسنیایی به تورهای آمریکای شمالی ادامه داد. سپس خانواده Diynamic در ۹ آوریل ۲۰۱۶ ده سال را در Watergate در برلین جشن گرفتند که در ۱۹ اوت ۲۰۱۶ با یک جشن ده ساله در DC-10 در ایبیزا دنبال کردند.
Solomun همچنین در سال ۲۰۱۶ میزبان دو اقامتگاه در ایبیزا، اسپانیا بود - Solomun در Solomun و Solomun در <a href="https://en.wikipedia.org/wiki/Ushuaïa_Ibiza_Beach_Hotel%22 rel="mw:ExtLink" title="Ushuaïa Ibiza Beach Hotel" class="cx-link" data-linkid="100">Ushuaia</a> و Destino. او در رویدادهایی مانند Ultra Europe , Exit Festival , Melt موسیقی نواخته‌است! جشنواره، فردا، و جنبش کرواسی در ۲۰۱۶ و ۲۰۱۷، همچنین در Hungexpo در سال 2018.
در سال ۲۰۱۸، Solomun به عنوان بخشی از DLC پس از ساعت بازی خود را به عنوان دی جی محل اقامت در بازی ویدیویی Grand Theft Auto Online نواخته‌است. علاوه بر این، موسیقی ویدیوی سلیمان برای «مشتری سلطان است» کاملاً درون موتور درون بازی Grand Theft Auto V ساخته شده‌است که به عنوان بخشی از همکاری بیشتر بین او و Rockstar Games است.

## جوایز صنعت

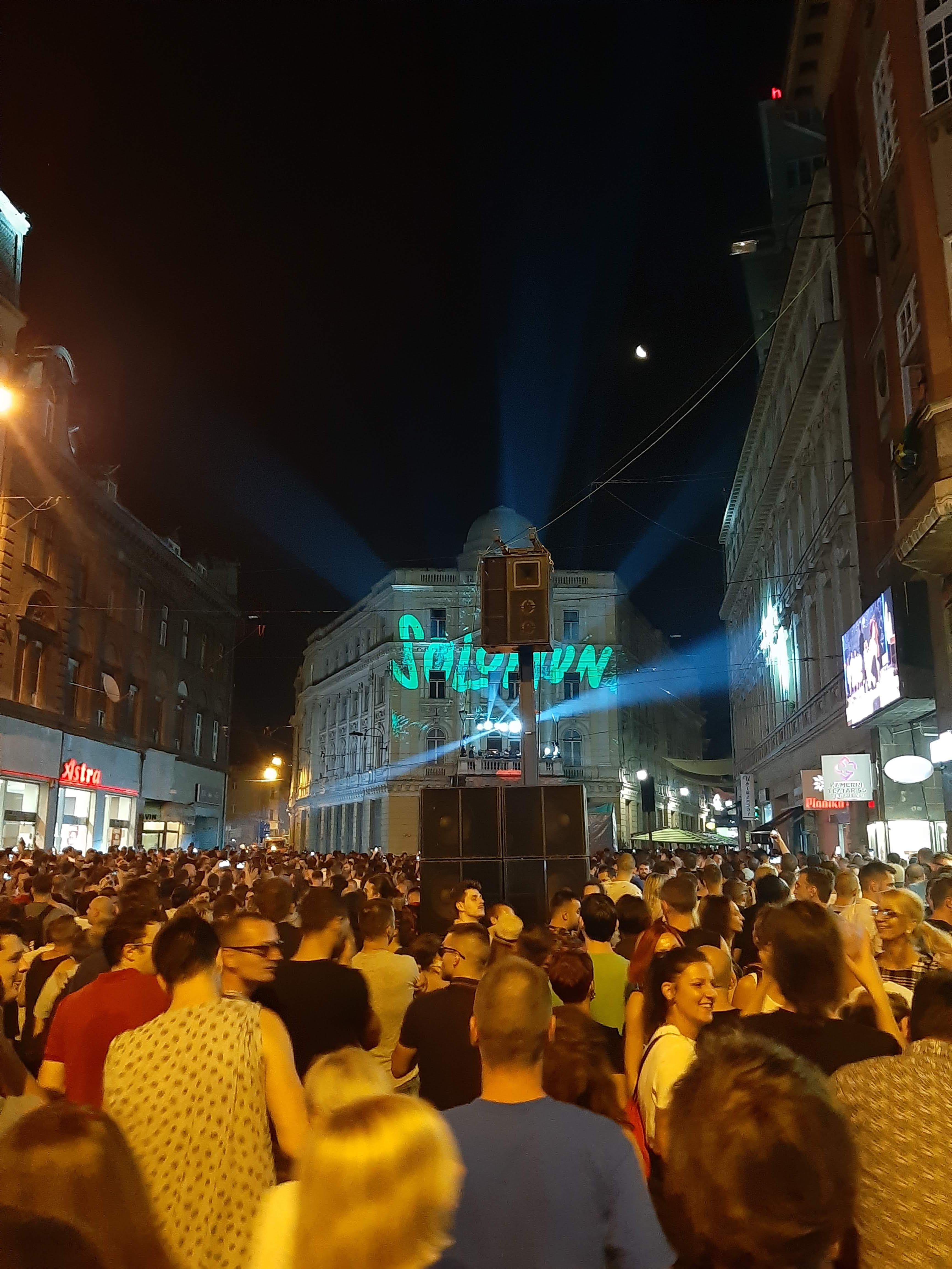
Solomun در اوت ۲۰۱۹ در سارایوو به اجرای زنده پرداخت

### ۲۰۱۹
- برنده - بهترین دی جی بین‌المللی - Cool Awards Brazil (BR)

### ۲۰۱۸
- برنده - دسته: Melodic House and Techno - DJ Awards Ibiza (ES)
- بهترین دی جی: # 3 // FAZE Mag (DE / AT / CH)

### ۲۰۱۷
- بهترین دی جی: # 1 // FAZE Mag (DE / AT / CH)
- بهترین ریمیکس: Age Of Love - The Age Of Love (Solomun Renaissance Remix) // FAZE Mag (DE / AT / CH)

### ۲۰۱۶
- بهترین دی جی: شماره ۱ (خانه عمیق، رأی عمومی) // بیت پورت
- بهترین دی جی: شماره ۵ // مشاور مقیم
- بهترین دی جی: # 1 // DJ Mag Italia (IT)
- بهترین شب: "Solomun + 1 (Sundays at Pacha) // DJ Mag Italia (IT)
- بهترین ریمیکس‌ها // DJ Mag Italia (IT):

- Whilk & Misky - Clap Your Hands (Solomun Remix) - Ost & Kjex - Queen of Europe (Solomun Remix)
- بیشترین بازدیدهای تابستانی Shazaamt در ایبیزا:

- # 2 Whilk & Misky - Clap Your Hands (Solomun Remix)

### ۲۰۱۵
- برنده - گروه: Deep House - جوایز DJ Ibiza (ES)[۱]
- برنده - بهترین دی جی: سلیمان - دی جی مگ ایتالیا (IT)[۴۳]
- برنده - بهترین شب: "Solomun +1 (Sundays at Pacha) - DJ Mag Italia (IT)
- بهترین DJ # 13 - مشاور مقیم (انگلستان)[۴۴]

### ۲۰۱۴
- بهترین دیجی شماره ۲۶ - مشاور مقیم (انگلستان)[۴۵]

### ۲۰۱۳
- برنده - گروه: Deep House - جوایز DJ Ibiza (ES)[۲]
- بهترین DJ # 24 - مشاور مقیم (انگلستان)[۴۶]

### ۲۰۱۲
- برنده - DJ سال - مجله Mixmag (انگلستان)[۱۹]
- برنده - بهترین تهیه‌کننده - DJ Awards Ibiza (ES)[۳]
- برنده - بهترین دی جی بین‌المللی - جوایز جالب برزیل (BR)[۲۱]
- بهترین تور بین‌المللی - جایزه کنفرانس موسیقی ریو (BR)
- بهترین تهیه‌کننده - مجله Groove (DE, AT, CH)
- بهترین برچسب Diynamic - مجله Groove (DE , AT , CH)
- بهترین دیجی شماره ۰۳ - مجله Groove (DE, AT, CH)
- بهترین آهنگ شماره 04 Kackvogel - مجله Groove (DE , AT , CH)
- بهترین تهیه‌کننده شماره 6 - Faze Mag (DE, AT, CH)
- بهترین برچسب Diynamic No. 5 Faze Mag (DE, AT, CH)
- بهترین آهنگ شماره 14 Kackvogel - Faze Mag (DE, AT, CH)
- بهترین دیجی شماره ۲۲ - مشاور مقیم (انگلستان)[۴۷]
- بهترین مجموعه شماره 05 (Watergate 11) - DJ Mag (انگلستان)[۴۸]
- بهترین مجموعه شماره ۰۵ (واترگیت ۱۱) - مجله Mixmag (انگلستان)[۴۹]

### ۲۰۱۱
- Remix of the Year- Around (Noir & Haze) - مشاور مقیم (انگلستان)[۱۸]
- دارای بیشترین امتیاز هنرمند "شماره ۰۴ مشاور مقیم (انگلستان)[۵۰]
- بهترین ریمیکس شماره ۰۲ - اطراف (Noir & Haze) - مجله Groove (DE, AT, CH)[۲۱]
- بهترین ریمیکس شماره ۰۳ - بیایید برگردیم (Kraak & Smaak) - مجله Groove (DE , AT , CH)
- بهترین تهیه‌کننده شماره ۰۲ - مجله Groove (DE, AT, CH)
- بهترین دیجی شماره ۰۳ - مجله Groove (DE, AT, CH)
- بهترین دیجی شماره ۰۵ - د: مجله اشکالات (DE, AT, CH)

## دیسکوگرافی

### منتشر شده
- ۲۰۰۵ امپراتوری کهکشان - سوابق مودرا
- Jackpot 2005 - Schanzen Rec. - تدوین سی دی
- ۲۰۰۵ فری - شنزن Rec. - تدوین سی دی
- 2006 Do It Yourself EP - موسیقی دینامیک
- 2006 Nachrichten EP - موسیقی دینامیک
- 2006 Oelkersallee EP - موسیقی دینامیک
- 2006 Solomun EP - موسیقی دینامیک
- 2007 Feuer und Eis EP - موسیقی دینامیک
- سفر دریایی Hooked / Jungle River 2007 - جزئیات liebe *
- ۲۰۰۷ کوبولدماکی - سونار کالکتیو
- 2007 Meerkats - Sonar Kollektiv
- 2007 Mischwaren EP - موسیقی دینامیک
- 2007 Sambada EP - Dessous Recordings
- ۲۰۰۷ بوسه دوم در زمستان / چهار فصل EP - موسیقی دینامیک
- ۲۰۰۸ مرده / زیبایی و جانور - چهار: بیست
- 2008 Ghostdog / Trilogy EP - موسیقی دینامیک
- 2008 Flying Pics EP - موسیقی دینامیک
- ۲۰۰۸ زیبایی و جانور / مرد مرده - چهار: بیست
- 2008 Black Rose / Trickski Remix - Sonar Kollektiv
- Woodstep EP 2008 - Dessous
- 2008 International Hustle EP - Four: Twenty
- Argy و Solomun 2008 - تمرکز بر - صفحه پوکر
- Midnight Call EP 2008 - کمپوست سیاه
- 2008 Federgewicht EP - موسیقی دینامیک
- ۲۰۰۹ کارنیوال / کارخانه - Phil e
- 2009 Dance Baby - موسیقی دینامیک
- 2010 Sisi EP - موسیقی لنا
- 2011 Daddy's Jam - Rebellion
- ۲۰۱۱ عشق بازیافت شده EP - 2DIY4
- 2011 Zappzerapp EP - موسیقی دینامیک
- 2011 Challenge Everyday EP - موسیقی دینامیک
- 2011 Something We All Adore EP - Supernature
- ۲۰۱۲ زندگی در - از: ۵ سال مجموعه خیریه Diynamic - موسیقی Diynamic
- 2012 Kackvogel - Watergate Records
- 2013 Bootcamp - موسیقی دینامیک
- ۲۰۱۴ سامسون - موسیقی دینامیک
- ۲۰۱۴ دوستان - 2DIY4
- 2015 "Zora" - موسیقی دینامیک
- 2016 Let it out - Solomun feat. لیو بی - موسیقی دینامیک
- 2016 Solomun Selected Remixes ۲۰۰۹–۲۰۱۵ - موسیقی دینامیک
- 2018 Customer Is King EP - موسیقی دینامیک

### ریمیکس‌ها
- 2007 Bearweasel - "Monkier" (ریمیکس Solomun) - ابرنواختر
- ۲۰۰۷ باربو - "باربی عاشق" (ریمیکس Solomun) - Buzzin Fly
- 2007 Monoroom - "Feed Me" (Solomun Remix) - Freunde Tontraeger
- Tiger Stripes 2008 - "Hooked" (ریمیکس Solomun) - جزئیات Liebe *
- 2008 Kollektiv Turmstrasse - "Blutsbrueder" (Solomun Rmx) - MGF
- 2008 Palm Skin Productions - "Wonderful Thing" (Solomun Remix) - Freerange
- ۲۰۰۸ ماربرت روسل - "Cornflakes" (ریمیکس Solomun) - کمپوست سیاه
- 2008 Christian Prommer - Daft Punk / "Around the World" - (ریمیکس Solomun)
- ۲۰۱۰ الیور کولتزکی و فران - "Echoes" (ریمیکس Solomun) - استیل استور
- 2011 Gorge - "Garuna" (Remix Solomun) - ۸ بیت
- ۲۰۱۱ ادو ایمبرون و لوس سوروبا - "Punset" (ریمیکس Solomun) - Eklektisch
- 2011 DJ Hell - "Germania" (ریمیکس Solomun) - Gigolo Records
- 2011 Noir and Haze - "Around" (ریمیکس Solomun) - Noir Music
- 2011 Kraak and Smaak - "بیایید برگردیم" (feat. Romanthony) (ریمیکس Solomun)
- 2011 Tiefschwarz - "Corporate Butcher" (ریمیکس Solomun) - Watergate Records
- استخر 2012 - "Game Over" (Remix Solomun) - 2DIY4
- 2012 Luca C & Brigante feat. Roisin Murphy - "Flash of Light" (Remix Solomun) - Southern Fried Records
- 2013 Foals - "Late Night" (Solomun Remix)
- ۲۰۱۳ تیگا در مقابل Audion - "Let's Dance Dancing" (Remix Solomun) - Turbo Recordings
- Claude VonStroke 2014 - "The Clapping Track" (Solomun Remix) - Dirtybird
- Broken Bells 2014 - "Holding on For Life" (سلیمان ریمیکس) - سونی موزیک
- 2014 Lana del Rey - West Coast (Solomun Remix) - Polydor Ltd.
- 2015 Liu Bei - Atlas World (Solomun Day / Night Remixes) - 2DIY4
- 2015 Josef Salvat - Hustler (Solomun Remix) - کلمبیا
- 2015 Paul Kalkbrenner - Cloud Rider (ریمیکس Solomun) - Sony Music
- 2015 Editors - Our Love (Solomun Remix) - Pias
- ۲۰۱۵ یوهانس برشت - نفس بکشید! (Solomun Edit) - موسیقی دینامیک
- 2015 Whilk & Misky - Clap Your Hands (Solomun Remix) - جزیره / جهانی
- اینترپل ۲۰۱۶ - همه چیز اشتباه است (Solomun Remix) - Matador
- 2016 Ost & Kjex feat. Anne Lise Frokedal - Queen of Europe (Solomun Remix) - موسیقی دینامیک
- 2016 Stimming - Alpe Lusia (ریمیکس Solomun) - موسیقی دینامیک
- 2016 Moderat - Eating Hooks (Siriusmo Remix , Solomun Edit) - Monkeytown
- 2016 Michael Mayer & Jo Goddard - For you Solomun Morning Version - K7!
- 2016 Michael Mayer & Jo Goddard - For You Solomun Version Night - K7!
- 2017 Age of Love - The Age of Love (Solomun Renaissance Remix) - رنسانس رکوردز
- 2017 DJ Hell - Anything, Anytime (Solomun Remix) _ International Deejay Gigolo Records
- 2017 Depeche Mode - Going Backwards (Solomun Remix) - کلمبیا (سونی)
- 2017 Super Flu - mygut (Solomun Remix) - مونابری
- 2017 Leonard Cohen - You Want It Darker (Solomun Remix) - Sony Music Entertainment
- 2017 Pantha du Prince - Dream Yourself Awake (Solomun Remix) - Plangent Records
- ۲۰۱۸ ساخته شده توسط Pete feat. Jem Cooke - So long (Solomun Remix) - Crosstown Rebels
- 2018 Eagles & Butterflies - The Last Dance (Solomun Remix) - Art Imitating Life
- Stephan Bodzin & Marc Romboy 2018 - Kerberos (Solomun & Johannes Brecht Remix) - سیستماتیک
- 2018 Keinemusik - You Are Safe (Solomun Remix) - Keinemusik
- 2019 Apparat - Outlier (Solomun Remix) - بی صدا
- 2019 Agoria - تو تنها نیستی (Solomun Remix) - Sapiens
- ۲۰۱۹ Âme - The Line (ریمیکس‌های Solomun: رأی فرانک و رأی کریستین) - Innervisions
- 2019 Jon Hopkins - Emerald Rush (Solomun Remix) - دومینو
- 2019 Adriatique - برهنه (ریمیکس Solomun) - زندگی پس از مرگ